# Kiblawan
Kiblawan (Bayan ng Kiblawan) är en kommun i Filippinerna. Kommunen ligger på ön Mindanao, och tillhör provinsen Davao del Sur. Folkmängden uppgår till 41 275 invånare.

## Barangayer
Kiblawan är indelat i 30 barangayer.
| - Abnate - Bagong Negros - Bagong Silang - Bagumbayan - Balasiao - Bonifacio - Bunot - Cogon-Bacaca - Dapok - Ihan - Kibongbong - Kimlawis - Kisulan - Lati-an - Manual | - Maraga-a - Molopolo - New Sibonga - Panaglib - Pasig - Poblacion - Pocaleel - San Isidro - San Jose - San Pedro - Santo Niño - Tacub - Tacul - Waterfall - Bulol-Salo |